# Adoption en France
Pour les autres articles nationaux ou selon les autres juridictions, voir Adoption (homonymie).
L'adoption en France est régie par le Code civil et encadrée par la jurisprudence de la Cour de cassation.
En France, l'adoption a deux formes, simple ou plénière. Elle a des conséquences variables sur la filiation, le nom et les obligations patrimoniales.
En 2008, sur les 4 082 adoptés en France, 816 sont nés en France et 3 266 à l'étranger pour 7 027 foyers français agrémentés pour un total de 28 000.
La législation sur l'adoption est inscrite aux articles 343 et suivants du Code civil, mais aussi aux articles L225-1 et suivants du Code de l'action sociale et des familles.
L'adopté est généralement un enfant de moins de 13 ans mais peut être un adulte dans le cadre d'une adoption simple. L'adopté peut être un orphelin, l'enfant de son conjoint, un enfant abandonné volontairement ou retiré à ses parents (protection de l'enfance).
La loi française permet aux personnes seules, aux couples mariés, aux couples pacsés, aux couples de concubins à condition d'apporter la preuve d'une communauté de vie d'au moins un an ou être âgés l'un et l'autre de plus de vingt-six ans (selon l'article 343-1 du Code civil). Cette condition d'âge n'est pas requise en cas d'adoption de l'enfant du conjoint.

## Historique
Quasiment inconnue du droit d'Ancien Régime, l'adoption des mineurs fut autorisée par le droit révolutionnaire, mais supprimée par le Code civil de 1804 qui ne prévoyait que l'adoption de majeurs. La loi du 19 juin 1923 permit l’adoption d’enfants mineurs, comme une filiation additive, mais elle était difficilement praticable avant le décret-loi du 29 juillet 1939 (communément appelé Code de la famille), qui créa de plus la légitimation adoptive (qui rompait la filiation originelle). Par l'ordonnance du 23 décembre 1958, l'adoption contractuelle est supprimée. L'adoption doit dorénavant résulter d'un jugement.
De 1954 à 1966, « l'affaire Novak », du nom de l'enfant Didier adopté par le couple Novak mais reconnu par son père (qui réclamait l'enfant), aura un grand retentissement et suscitera la loi de 1966.
La loi du 11 juillet 1966 imposa que les enfants de moins de deux ans soient d'abord confiés à l'aide sociale à l'enfance (hormis dans le cas d'adoption de l'enfant du conjoint), transforma la légitimation adoptive en adoption plénière et permit l'adoption plénière de l'enfant du conjoint (mais en perdant sa filiation d'origine). Avec la loi du 22 décembre 1976, la présence d'enfants légitimes ou naturels au foyer des adoptants n'est plus un obstacle à l'adoption.
La Convention de La Haye met en place en 1993 un certain nombre de règles destinées à mieux protéger les enfants dans l'adoption internationale, fondées sur la notion d'intérêt de l'enfant et de sa protection.
La loi « Mattei » du 5 juillet 1996 permit au ministère public de poursuivre les fraudes à l'adoption (simulation d’enfant). Cette dernière loi, modifiée et complétée par la loi du 6 février 2001 relative à l’adoption internationale et la loi du 4 juillet 2005 portant réforme de l'adoption régissent aujourd'hui l'adoption.
La loi du 21 février 2022 visant à réformer l'adoption ouvre l'adoption aux partenaires pacsés et aux concubins.

## Conditions
Depuis la réforme du 21 février 2022, les conditions exigées pour la demande d'adoption en France sont :
- pour adopter en couple : être mariés (sans être séparés de corps), pacsés ou en concubinage depuis plus d'un an si l'un des époux a moins de 26 ans. Si les deux époux ont plus de 26 ans, la condition des deux ans de mariage n'existe plus ;
- il faut avoir 26 ans minimum, sauf cas d'adoption de l'enfant du conjoint, partenaire ou concubin ;
- la différence d'âge entre l'adoptant et l'adopté doit être supérieure à quinze ans ;
- s'il s'agit de l'adoption de l'enfant du conjoint, la différence d'âge exigée est de dix ans.
- une personne mariée ou pacsée qui souhaite, seule, adopter un enfant, doit obtenir le consentement de son conjoint ou partenaire. Pour les époux séparés de corps ou si le conjoint ou partenaire est hors d'état de manifester sa volonté, le consentement n'est pas nécessaire ;
- Les couples de personnes de même sexe mariés peuvent adopter conjointement (voir adoption homoparentale en France).

« Les adoptants doivent avoir quinze ans de plus que les enfants qu'ils se proposent d'adopter. Si ces derniers sont les enfants de leur conjoint, partenaire lié par un pacte civil de solidarité ou concubin, la différence d'âge exigée n'est que de dix ans..

Toutefois, le tribunal peut, s’il y a de justes motifs, prononcer l’adoption lorsque la différence d’âge est inférieure à celles que prévoit l’alinéa précédent. »
— Article 344 du Code civil
« Nul ne peut être adopté par plusieurs personnes si ce n'est par deux époux, deux partenaires liés par un pacte civil de solidarité ou deux concubins. »
— Article 346 du Code civil

## Deux formes: simple ou plénière
Deux formes d'adoption existent en France : simple (30 % des adoptions en France, 2000 en 1991) ou plénière (60 % des adoptions en France, environ 4 500 en 1993). En 2007, environ les trois quarts des adoptions sont des adoptions simples.
- La procédure d'adoption simple :
Elle se fait par l'intermédiaire d'un avocat qui adresse une requête au tribunal judiciaire du lieu de résidence. Cela permet de transmettre son nom et ses biens à une personne (pas nécessairement mineure) sans rompre ses liens avec sa famille biologique.
- La procédure d'adoption plénière :
Elle comprend une phase préalable, le placement de l'enfant en vue de l'adoption puis une phase judiciaire devant le tribunal judiciaire. C'est ce qui assimile totalement l'adopté comme un enfant biologique. L'adoption plénière provoque une rupture de lien entre la famille d'origine et l'enfant adopté. Elle assimile ce dernier à un enfant légitime (classification disparue depuis 2005) dans la famille adoptive (articles 343 et suivants du Code civil français).

## Procédure d'agrément
En 2008, 7 027 foyers français ont été agrémentés pour un total de 28 000.
La personne ou le couple doit tout d'abord obtenir du conseil départemental de son département la délivrance d'un agrément. L'agrément s'obtient après une enquête sur la situation familiale et les possibilités d'accueil, et après une évaluation du contexte psychologique de la demande. Les évaluations sociale et psychologique donnent lieu chacune à deux rencontres au moins entre le demandeur et le professionnel concerné. Il faut s'adresser au Conseil Départemental  du département, service de l’aide sociale à l'enfance.
Même si l'agrément a été refusé ou s'il n'a pas été délivré dans le délai légal, le Code civil prévoit que « le tribunal peut prononcer l'adoption s'il estime que les requérants sont aptes à accueillir l'enfant et que celle-ci est conforme à son intérêt ». Cette disposition a été introduite par la loi no 2002-93 du 22 janvier 2002 relative à l'accès aux origines des personnes adoptées et pupilles de l'État, qui met également en place un Conseil national pour l'accès aux origines personnelles.
Le délai pour obtenir cet agrément est normalement de neuf mois, mais certains départements mettent jusqu'à 20-22 mois pour le délivrer.

## Deux origines: nationale ou internationale
Deux origines d'adoption en France peuvent se présenter : soit l'adopté est né en France (20 % des adoptions en France, entre 500 et 600) soit l'adopté est né à l'étranger (80 % des adoptions en France, entre 2 500 et 3 000).
- La procédure d'adoption d'origine nationale :

Le juge des enfants et l'ASE (Aide sociale à l'enfance) de la protection de l'enfance placent les nourrissons abandonnés. Chaque année, entre 500 et 600 nourrissons sont adoptés par un couple (80 %, soit entre 400 et 450 adoptés) ou soit placé dans un orphelinat médico-social (20 %, soit entre 100 et 150 adoptables pour handicap).
Les orphelinats peuvent être soit des pouponnières pour tout-petits du conseil départemental, soit placés dans une famille d'accueil titulaire d’un agrément, ou soit des associations comme SOS Villages d'enfants, la Fondation d'Auteuil ou l'Union française pour le sauvetage de l'enfance.
L'adopté peut être dans deux cas :
- orphelin dont la filiation n'était établie  qu'à l'égard d'un seul parent seul parent
- orphelin de ses deux parents :
  - Pupille de l'Etat(à ne pas confondre avec les pupilles de la Nation dont le décès du ou des parents  a été au service de la Nation) soit ses parents sont décédés, soit la mère abandonne son nourrisson volontairement à la naissance (Entre 600 et 700 enfants nés sous x par an)[24]; soit  les parents se voient retirer leur autorité parentale par une juridiction pénale (maltraitance par ex.) soit par juridiction civile (abandon ou désintérêt manifeste)
- La procédure d'adoption d'origine internationale :
80 % des adoptions en France se font à l'étranger et l'on recense 75 pays « sources » chaque année. Les enfants adoptés actuellement en France viennent principalement d'Éthiopie, d'Haïti, des pays de l'Est (Russie…) ou d'Amérique latine (Colombie…). Avec 102 adoptions de petits Chinois en 2009, l'Hexagone est le septième pays d'accueil d'enfants venus de Chine. La France est loin derrière les États-Unis (3 001 adoptions), l'Espagne (573), le Canada (451), les Pays-Bas (283), la Suède (248) et la Norvège (106). La procédure, qui dure en moyenne quatre ans, doit être coordonnée par un organisme autorisé pour l'adoption (OAA) du pays d'origine des parents, accrédité par le Centre national pour l'adoption chinois. Seuls 700 à 800 enfants français sont adoptés chaque année.

Dans le cas de l'adoption internationale, l'adoptant se voit confier un enfant d'un pays étranger, soit par l'intermédiaire d'un organisme autorisé pour l'adoption (OAA) ou de l'Agence française de l’adoption (AFA), soit via une démarche individuelle dans le pays d'origine. L'adoption peut être une décision administrative ou le plus souvent un jugement étranger.
Si la décision est administrative, il faut introduire une demande d'adoption plénière en France. Si la décision est étrangère, il faut soit introduire un exequatur de jugement c'est-à-dire que le jugement étranger est validé. Soit si l'adoption est considérée comme simple, il faudra introduire une demande d'adoption plénière française.
On peut se contenter de l'adoption simple étrangère puisqu'elle produit ses effets en France, mais l'enfant ne restera pas de la nationalité de son pays d'origine. Avec l'adoption plénière l'enfant acquiert la nationalité de ses parents d'adoption. Et ce de façon rétroactive, c'est-à-dire qu'il devient si ses parents sont français, français de naissance et non à la date du jugement. Dans l'adoption simple il faudra un exequatur d'adoption simple ainsi qu'une demande de naturalisation pour que l'enfant devienne français.

## Démarches lors de l'arrivée de l'enfant
- Lorsque l’enfant adopté est d’origine française, les interlocuteurs sont le service d’aide sociale à l’enfance (ASE) ainsi que l’organisme autorisé pour l’adoption (OAA), qui accompagnent dans les démarches.
- Lorsque l’enfant est d’origine étrangère, il faut adresser au Conseil général, à l’Agence française de l’adoption (AFA), ou à l’OAA, la copie de la décision d’adoption ou de placement en vue d’adoption, ou le certificat de conformité (remis par les autorités du pays) ainsi qu’une copie du passeport de l’enfant.

La famille adoptante doit prévenir le Conseil général qui délivre un carnet de santé pour l’enfant et une attestation d’accueil permettant sa prise en charge par les organismes de protection sociale comme la Sécurité sociale, la Caisse d’allocation familiale, les mutuelles ou assurances.
Pendant les premiers temps de la vie familiale, un accompagnement et un suivi sont mis en place et peuvent être prolongés, notamment s'il y a eu un engagement de la famille adoptante envers le pays d’origine de l’enfant. Ces débuts sont très surveillés par le pays d’origine.
Lors de l’arrivée de l’enfant, il est vivement conseillé de faire réaliser un bilan de l’état de santé de l’enfant.